# Diocèse de Lodi
Le diocèse de Lodi (latin : Dioecesis Laudensis) est l'un des 115 diocèses catholiques italiens. Situé dans la région de Lombardie (province de Lodi), il est suffragant à l'archidiocèse de Milan et fait partie de la région ecclésiastique de Lombardie. L'évêque est actuellement Mgr Maurizio Malvestiti.
Le siège épiscopal se trouve à la cathédrale de Lodi.

## Territoire
Le territoire diocésain s'étend sur les communes de Lodi et de sa province, ainsi que quelques communes des provinces de Milan, Crémone et Pavie.
L'ensemble compte 123 paroisses.

### Articles liés
- Liste des diocèses et archidiocèses d'Italie
- Église catholique en Italie